# Budel
Budel ist ein Dorf in der Gemeinde Cranendonck in der niederländischen Provinz Noord-Brabant, ungefähr 25 Kilometer südlich von Eindhoven. Budel grenzt an die belgisch-limburgische Gemeinde Hamont-Achel und die niederländisch-limburgische Gemeinde Weert. Budel liegt günstig an der niederländischen Autobahn A2. Bei Budel befindet sich Kempen Airport. 
Bis zum 31. Dezember 1996 war die Gemeinde Budel eigenständig und wurde dann zum 1. Januar 1997 zusammen mit der Gemeinde Maarheeze zur Gemeinde Cranendonck zusammengefasst.
In Budel findet jährlich im Juni mit rund 3.500 Fahrzeugen und 15.000 Zuschauern eines der größten VW-Käfertreffen in Europa statt.

## Wirtschaft
- Die Budel’sche Zinkfabrik von 1892 befindet sich in Budel-Dorplein und ist eine Tochter des Feinzinkherstellers Nyrstar.
- Die Brauerei Budelse Brouwerij von 1870 ist eine der noch wenigen bestehenden Familienbrauereien der Niederlande in den Händen der Familie Arts.[3]
- Die Nassau-Dietz-Kaserne in den Budelbergen. Erbaut 1956 wurde die Kaserne 1963 bis 2005 von der deutschen Bundeswehr und bis zum 28. Februar 2014 durch das niederländische Militär genutzt.
- Mit dem Kempen Airport und dem Airpark Brabant unterhält die Gemeinde Cranendonck einen lokalen Kleinflughafen mit einer angeschlossenen Flugschule und einem Restaurantbetrieb.[4]

## Politik

### Ehemaliger Gemeinderat
Bis zur Auflösung der Gemeinde ergab sich seit 1982 folgende Sitzverteilung:
| Partei              | Sitze | Sitze | Sitze | Sitze |
| Partei              | 1982  | 1986  | 1990  | 1994  |
| ------------------- | ----- | ----- | ----- | ----- |
| Lijst Van Tongerloo | 4     | 4     | 3     | 4     |
| Keerpunt ’90        | –     | –     | 5     | 4     |
| CDA                 | 6     | 5     | 3     | 3     |
| Lijst Lammers       | 2     | 2     | 2     | 2     |
| PvdA                | 2     | 3     | 1     | 1     |
| VVD                 | 1     | 1     | 1     | 1     |
| Lijst-Vonken        | –     | 0     | –     | –     |
| Gesamt              | 15    | 15    | 15    | 15    |

## Persönlichkeiten aus Budel
- Antonius Mathijsen (1805–1878), Militärarzt und Erfinder des Gipsverbandes
- Léon Biessen (1897–1983), Komponist, Dirigent und Musikpädagoge
- Antonius van Uden (1912–2008), Pädagoge
- Maria Aarts (* 1950), Pädagogin
- Jeroen van Merriënboer (1959–2023), Bildungsforscher
- Hans Teeuwen (* 1967), Kabarettist, Schauspieler und Sänger
- Yvon Beliën (* 1993), Volleyballspielerin